# Misfits (groupe)
Pour les articles homonymes, voir Misfits.
Les Misfits, ou The Misfits, est un groupe américain de punk rock, originaire de Lodi, dans le New Jersey. Il est initialement formé par le chanteur Glenn Danzig en 1977. Glenn Danzig et le bassiste Jerry Only sont les seuls membres constants de sa formation initiale. Après une série de changements dans la formation et l'arrivée de Doyle Wolfgang von Frankenstein en guitariste définitif, malgré un succès international croissant, Danzig dissout le groupe original en 1983. 
Une nouvelle version du groupe renait en 1995, sous la direction de Jerry Only, et avec Doyle dans un premier temps, mais sans Danzig. Cette formation comporte Jerry Only à la basse, Doyle Wolfgang von Frankenstein à la guitare, Michale Graves au chant, et Dr. Chud (le Cannibalistic Human Underground) à la batterie. Doyle, Graves et CHUD quittent le groupe au début des années 2000, et un troisième incarnation du groupe est ensuite dirigée par le seul membre d'origine, le bassiste Jerry Only. La formation comprend pendant un temps Marky Ramone (des Ramones), le batteur Roberto « ROBO »Valverde (également membre du groupe initial) et le guitariste Dez Cadena des Black Flag. En mai 2016, une reformation du groupe original est annoncée, avec Glenn Danzig au chant, Jerry Only à la basse, Doyle Wolfgang von Frankenstein à la guitare.
Les images qui sont le plus souvent associés au groupe sont la mascotte Crimson Ghost (littéralement « Fantôme cramoisi », aussi connu comme The Fiend) et leur logo. Le Crimson Ghost est le méchant d'un « serial » de 1946. Le logo Misfits est composé de lettres similaires à celles du logo du magazine Famous Monsters of Filmland.
Lors des concerts, le groupe portait du maquillage dans le style du corpse paint, tandis que le bassiste Jerry Only est crédité de l'invention du style de coiffure dit devilock,, (une variation de la tidal wave) avec une frange qui atteint le nez, le menton, le style toujours utilisé par les fans, surnommé Fiend. Only est également reconnu comme une importante contribution à la fondation de l'horror punk.

## Biographie

### Formation etStatic Age(1977–1978)

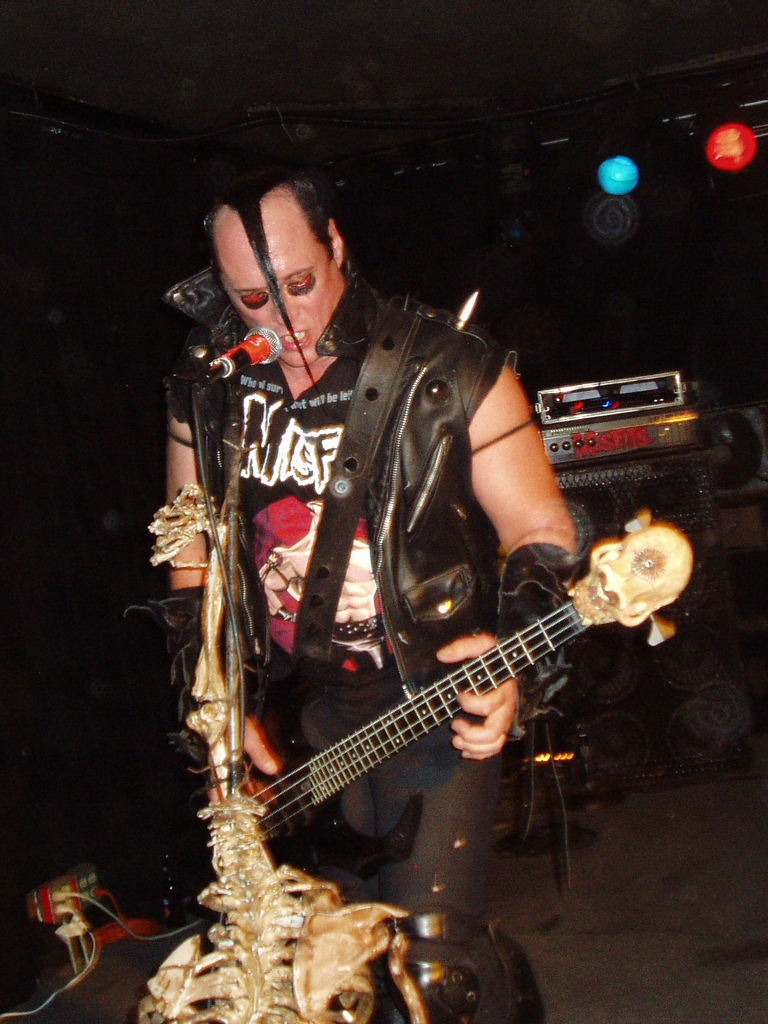
Jerry Only sur scène.

L'histoire de Misfits (littéralement « les inadaptés » en anglais) se divise essentiellement en quatre parties : La première concerne la création du groupe, fondé et dirigé par Glenn Danzig. La deuxième période voit Jerry Only, son frère Doyle, Michale Graves et Dr. Chud continuer le groupe, toujours sous le nom Misfits, avec un son plus orienté heavy metal. La troisième voit Jerry Only seul faire avancer le groupe, avec différentes formations. Enfin la dernière voit le groupe original se reformer en 2016, avec Glenn Danzig, Doyle et Jerry Only.
En janvier 1977, après avoir chanté dans quelques groupes garage comme Talus, Whodat et Boojang qui jouent la plupart des chansons de Black Sabbath, Glenn Danzig décide qu'il est temps de créer quelque chose de sérieux et d'original. Comme un hommage à Marilyn Monroe,, il nomme son projet musical The Misfits. Pendant des semaines, Glenn écrit des chansons et les teste avec des amis et d'autres membres d'anciens groupes à même de partager sa vision. La première formation complète des Misfits comprenait Jimmy Battle à la guitare, un vieil ami Manny Martínez à la batterie, Diane DiPiazza à la basse et Danzig aux claviers et au chant. Après environ un mois d'essais, Jimmy et Diane quittent le groupe. Pour les remplacer, Manny suggère son ami, Jerry Only à la basse. Jerry était un jeune joueur de football américain qui venait d'être élu garçon le plus populaire de sa classe à la Lodi High School. Il venait de recevoir une basse pour Noël et n'avait pratiqué que pendant deux mois,. Malgré le talent limité de Jerry, Glenn lui souhaite la bienvenue dans le groupe et propose même de lui apprendre à jouer.
Après trois mois de répétitions, le trio entre en studio pour enregistrer leur premier single auto-produit, Cough/Cool. Il contient deux chansons basées sur le clavier (la face B est une version de la chanson She), sensiblement différentes de la musique qui les rendra plus tard célèbres. La chanson-titre est simple et poétique, très influencée par The Doors.
La formation initiale des Misfits se caractérise souvent par des sons mélodiques, grâce à la polyvalence vocale de Danzig, qui tire ses racines de ténors italiens comme Mario Lanza, le doo-wop, et la bubblegum pop des années 50 et 60. Musicalement, le groupe montre également des influences rockabilly. Les chansons des Misfits période '77 - '83 ont tendance à être longues avec des refrains accrocheurs,, initialement accompagnés par les claviers déformés de Danzig. Il mettra plus tard en avant des guitares aux sons plus bruts. Les textes écrits par Danzig sont inspirées par la science-fiction, les films d'horreurs et fortement influencé par les films de série B. Dans les mois qui suivent, Glenn, Manny et Jerry (qui avait adopté le surnom de Jerry Only, après une faute d'orthographe dans les notes du single) sont certains soirs (les deux premiers au CBGB à New York) et en même temps continuer de pratiquer leur son. Leur style art rock expérimental est atteint avec beaucoup de confusion.
En octobre 1977, les groupes punks britanniques comme The Damned et les new-yorkais Ramones commencent à s'inspirer des Misfits. Ils décident d'amener le groupe vers un son plus punk en ajoutant le guitariste Franché Coma, et en abandonnant les claviers, permettant à Danzig de chanter dans un ton typiquement punk. Durant cette période, les Misfits subissent leur première division[Quoi ?]. Le label Mercury Records souhaite créer une division du nom de Blank Records, une marque déjà déposée par Danzig. Le label contacte alors Glenn et lui propose 30 heures gratuites dans un studio professionnel, en échange du nom Blank Records. Danzig accepte l'offre en janvier 1978, et les Misfits partent pour New York afin d'enregistrer leur premier album studio.
Dix-sept chansons sont enregistrées et mettent en évidence un mélange d'art rock et de sonorités plus durs semblables à ceux exhibés durant la période punk. La plupart des chansons parlent de dystopie, d'une docilité similaire à celle de automates, du sexe et de la violence. Des textes d'autres chansons, comme Teenagers from Mars et Return of the Fly, grâce auxquelles ils seraient devenus célèbres, s'inspirent des films de série B. À la fin de 1977, Glenn et Jerry s'interrogent sur la fiabilité de Manny, et lui demandent de quitter le groupe. Il est remplacé par Jim « Mr. Jim » Catania. Après avoir terminé l'album, le groupe contacte différents labels, mais ne parvient pas à ses fins. L'album est alors mis de côté jusqu'en 1997, année durant laquelle il est publié sous le titre Static Age. De nouveau sans label, les Misfits décident de tirer quatre titres de l'album, dont Attitude, qui sera repris quinze ans plus tard par les Guns N' Roses, et d'auto-produire un EP. En juin 1978, ils publient Bullet sous leur nouveau label, Plan 9 Records, dont le nom s'inspire du titre du film Plan 9 from Outer Space.

### Singles et premières tournées (1978–1981)
Glenn et Jerry décident d'orienter le groupe vers les thèmes du cinéma d'horreur. Glenn commence à écrire des chansons inspirées par les films d'horreur de série B et les films de science-fiction. Ils adoptent une apparence macabre avec un maquillage sombre appliqué autour des yeux de Jerry, et des os peints sur les vêtements de Glenn. Le groupe commence à se produire en concert plus régulièrement. En octobre 1978, lors d'une tournée au Canada, Franché Coma quitte le groupe, laissant le groupe se débrouiller pour la plupart des concerts. Ce sera le guitariste Rick Riley qui le remplacera temporairement pour le reste de la tournée. Anche Mr. Jim, ne s'intéresse pas à l'image d'« horreur » vers laquelle se dirige le groupe, et décide d'abandonner avant la fin de la tournée. Après deux mois, Glenn et Jerry recrutent deux nouveaux membres : le batteur Joey Image et le guitariste Bobby Steele. Pendant ce temps, Jerry s'oriente vers une coiffure originale, qui deviendra plus tard célèbre sous le nom Devilock.
En décembre 1978, environ deux mois après, le nouveau groupe se lance en concert. Au cours de l'année 1979, les Misfits renforcent l'imagerie d'horreur dans leur style musical et aspect visuel, légèrement influencé par The Damned, réformés durant cette période avec l'album Machine Gun Etiquette. Glenn et Jerry choisissent comme mascotte un crâne pris d'une vieille affiche d'une série télévisée de 1946, The Crimson Ghost, connu sous le nom de X Cyclotrode. Deux autres albums paraitront au label Plan 9 : Horror Business et Night of the Living Dead. Ils se popularisent auprès de groupuscules de fans fidèles et décident de créer leur propre fan club : le Fiend Club. Glenn fonde et gère le fan club depuis l'immeuble de sa mère dans l'avenue Macarthur à Lodi, un lieu qu'il utilise aussi pour imprimer des t-shirts, enregistrer, envoyer des catalogues de produits dérivés, chercher des engagements et répondre au courrier de fans, ce qui rend les Misfits proches du do it yourself.
Désormais mieux connus dans la scène punk underground américaine, beaucoup comparent The Misfits comme l'équivalent américain de The Damned, dont le chanteur, Dave Vanian, se déguisait en vampire et chantait avec une voix de baryton. Le 26 juin 1979, les Misfits ouvrent pour The Damned à New York. Avant le concert, Jerry et Dave Vanian parlent d'une possibilité de jouer conjointement au Royaume-Uni.

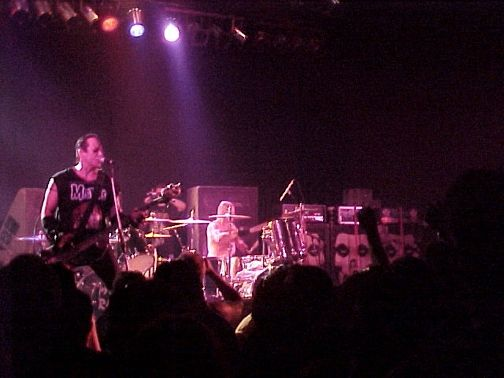
Les Misfits en concert.

En novembre 1979, les Misfits partent en tournée avec The Damned. Dave Vanian, qui n'avait pas pris au sérieux Jerry, est surpris devant leur porte[Quoi ?]. Après avoir joué seulement deux dates, les Misfits abandonnent la tournée. Avant d'emprunter un vol de retour prévu pour décembre, le groupe est contraint de rester en Angleterre. Jerry passe du temps avec Beverly Ritchie, la mère de Sid Vicious, avec qui il se lie d'amitié après la mort de Sid. Le 2 décembre, Glenn et Bobby participent à un concert de The Jam à Londres, durant lequel ils entrent en conflit avec des skinheads. Glenn se sert d'une bouteille de verre brisée afin de se défendre et d'attendre que Bobby lui vienne en aide. Cependant, c'est à l'arrivée des policiers que les deux sont arrêtés pour « comportement dangereux ». Dans une interview publiée en octobre 2005, au magazine Revolver, Glenn explique en détail ce qu'il s'est passé. La police aurait trouvé un couteau en sa possession, et l'aurait ainsi soupçonné d'être le « Ripper » qui se cachait dans la région à cette époque. Les policiers l'aurait frappé, menant ainsi à de violentes altercations. Glenn et Bobby passent deux nuits en prison dans le quartier londonien de Brixton, au cours desquelles Glenn écrit les paroles de la chanson London Dungeon des Misfits.
Après ces mauvais moments, Joey Image décide de quitter le groupe, pour former The Mary Tyler Whores. De retour aux États-Unis, The Misfits publient l'EP Beware et décident de se mettre en pause pour se remettre de leur mauvaise expérience en Angleterre. Après quatre mois, ils recrutent Arthur Googy à la batterie. Au cours de cette période, le jeune frère de Jerry, Doyle, fan du groupe depuis ses débuts, commence à apprendre à jouer de la guitare avec l'aide de Glenn et Jerry. Les Misfits commencent à travailler sur un album studio, dont la sortie est annoncée chez Plan 9. En août 1980, ils entrent en studio et enregistrent douze chansons. Jerry tente de persuader Glenn Doyle qu'il serait mieux adapté à la formation que Bobby Steele. Doyle, lui, joue avec le groupe et enregistre ses morceaux de guitare pour les douze chansons qu'ils ont écrites. Bobby dit que dans cette période, Jerry a oublié d'informer volontairement des tests, afin de le discréditer. Jerry nie ces allégations[Quoi ?]. Bobby, après avoir vu récemment le film Nosferatu le vampire influence le groupe, pour un prochain concert, pour sortir de cercueils remplis de souris[Quoi ?]. Depuis lors, le reste le groupe ne semble pas entendre avec le guitariste[Quoi ?]. En octobre cette année, peu de temps avant leur concert annuel de Halloween, Jerry informe Bobby son remplacement par Doyle, à l'époque âgé de 16 ans. Bobby Steele formera, quelques mois plus tard, son propre groupe punk appelé The Undead (à ne pas confondre avec le groupe éponyme de San Francisco, également amis des Misfits). Pendant l'Halloween 1980, il fait ses débuts dans ce qui est considéré comme la formation classique des Misfits.
Après quelques concerts, le groupe se met en pause pendant six mois. Plutôt que de publier l'intégralité des chansons enregistrées, le groupe en sélectionne trois qu'ils publie sous un EP intitulé 3 Hits from Hell (en 2002, Caroline Records devait finalement publier l'album dans son intégralité sous le titre 12 Hits from Hell, mais la production est interrompue à la demande de Jerry et Glenn). Au cours de l'année 1981, les Misfits repartent en studio pour enregistrer un nouvel album plus tard baptisé Walk Among Us. Bien que s'auto-produisant à travers leur label Plan 9, ils reçoivent une offre inattendue de Slash Records. Ils acceptent l'offre et décident de travailler à nouveau sur l'album avant de le publier. The Misfits publient ensuite le single Halloween sous le label Plan 9 ; il contient deux autres titres enregistrés pendant l'été précédent. La même année, Glenn écrit la chanson Archangel pour le chanteur du groupe The Damned.

### Walk Among Uset séparation (1982–1983)

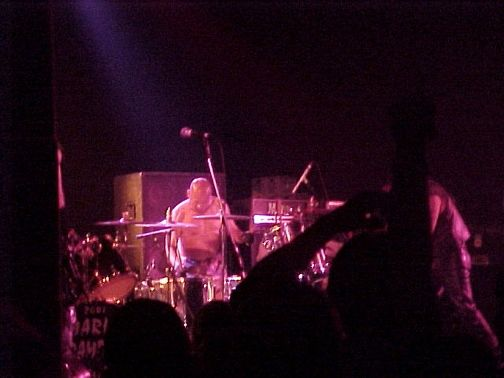
Roberto Valverde (ROBO) durant un concert.

En mars 1982, Ruby Records et Slash Records publient Walk Among Us, le premier album des Misfits. Walk Among Us est alors considéré par de nombreux fans comme la quintessence de leur discographie, et l'un des meilleurs albums punk,,. Le groupe commence à jouer dans des concerts après environ un an d'absence. Ils se popularisent grâce à leurs concerts intenses et leurs performances brutales. Doyle était un athlète comme son frère, et exhibe son physique qui, avec son apparence macabre, rend son regard effrayant,. Les cris de Glenn Danzig furieux en claquant ses paroles morbides sur scène ou en rampant sur le sol, parfois en sauter sur le public et se bat avec la foule. Probablement le plus violent concert des Misfits a eu lieu à San Francisco le 10 avril 1982. Pendant le concert, certains avaient commencé à jeter des canettes de bière sur la scène. Après avoir presque été touché à la tête par une canette pleine, Doyle fracasse sa guitare sur la tête d'un spectateur, provoquant des émeutes,.
Après une longue discussion entre Arthur Googy et Danzig, ce dernier décide de quitter les Misfits. Le groupe annule alors les enregistrements de son prochain EP, qui devait s'intituler Earth A.D.. Ayant besoin d'un batteur, ils offrent ce rôle à un ami et camarade de classe de Doyle, Eerie Von, qui est également photographe du groupe. Le chanteur de Black Flag, Henry Rollins, devenu un grand ami des Misfits pendant leurs apparitions sur la côte pacifique, informe l'ancien batteur du groupe, Roberto Valverde (ROBO), que The Misfits sont à la recherche d'un batteur. En juillet 1982, ROBO vole vers la côte Est, et rejoint le groupe. Doyle commence à travailler à temps plein dans l'une des sociétés de son père, le Edge Pro, avec Jerry. L'argent gagné permet d'acheter de nouveaux instruments (qu'ils cassaient chaque semaine), pour financer la tournée, les sessions d'enregistrement et la publication de l'album. Bien qu'ils fournissent le financement du groupe, Glenn prend soin du Club Fiend et de travailler sur de nouvelles chansons. Une idée fausse commune est celle pour laquelle Glenn a été limité seulement à écrire les paroles et chanter les chansons, alors qu'en fait il écrit la plupart de la musique des Misfits seul[pas clair].

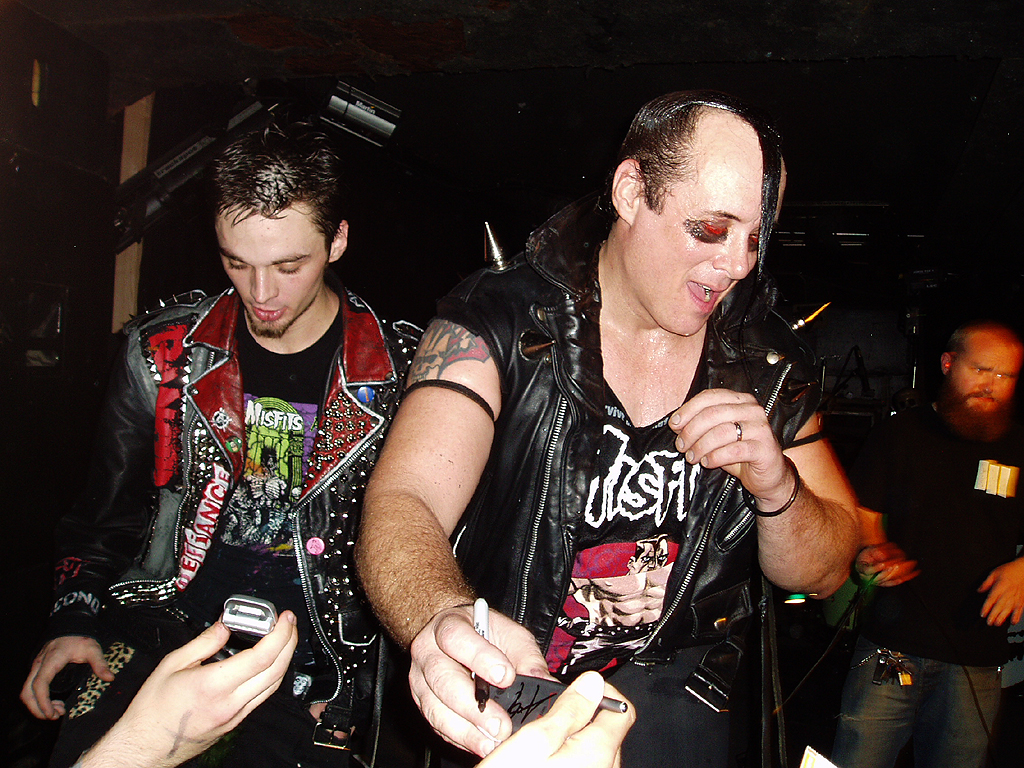
The Misfits, lors d'une session d'autographes.

En septembre 1982, les Misfits misent sur une grande tournée avec leurs amis, les Necros, qui ouvrent pour eux. Pendant la tournée, Lodi et ses compagnons font une halte en studio pour enregistrer les morceaux instrumentaux de Earth A.D. pendant l'inactivité de Danzig. Le 17 octobre 1982, le groupe est appréhendé à La Nouvelle-Orléans, accusé d'avoir dégradés des tombes en cherchant le lieu de sépulture de Marie Laveau, une pratiquante de magie voodoo. The Misfits réfute toutes ces accusations ; un témoin explique même ne pas les avoir vus franchir la porte du cimetière. Le groupe est libéré sur parole, et peut enfin se consacrer à son prochain concert organisé en Floride. En retour de tournée, The Misfits publient un album live, intitulé Evilive.
Durant cette période, Glenn commence à être déçu du groupe pour des raisons pas encore claires. Il commence à écrire des chansons pour un nouveau projet musical, qu'il souhaitait appeler Danzig, mais il choisit le nom de Samhain, d'après une ancienne fête celte. En juillet 1983, les Misfits retournent en studio pour terminer les enregistrements pour Earth A.D.. Ils enregistrent et ajoutent deux nouvelles chansons à leur EP, qu'ils décident finalement de publier comme album studio. Ces deux chansons s'intitulent Bloodfeast et Death Comes Ripping. L'album qui en résulte est donc Earth A.D., qui comprend des éléments de punk hardcore et thrash metal,. En août, après plusieurs discussions avec Glenn, ROBO décide de quitter le groupe. Glenn, agacé et mécontent du style musical des Misfits qui évolue vers du Van Halen (groupe détesté par le chanteur), organise des auditions pour trouver de nouveaux membres. 
Le 29 octobre 1983, le groupe donne un concert pendant Halloween au Greystone Hall de Détroit. Glenn choisit Brian Damage à la batterie. Mais ce dernier se saoule avant le spectacle. Après quelques chansons accompagnées par Brian Doyle hors de la scène, qui est remplacé par le batteur Necros pour le reste du programme[Quoi ?],. Très en colère, Glenn informe le public que ce serait le dernier concert des Misfits,. Le lendemain, les membres du groupe reviennent chez eux sans un mot sur cette prestation chaotique, et partent chacun de leur côté. Tentés par une importante tournée en Allemagne, ils essaient de jouer avec un nouveau batteur ; Danzig refusera de jouer à nouveau avec Googy.

### Nouveaux projets et batailles légales (1984–1995)

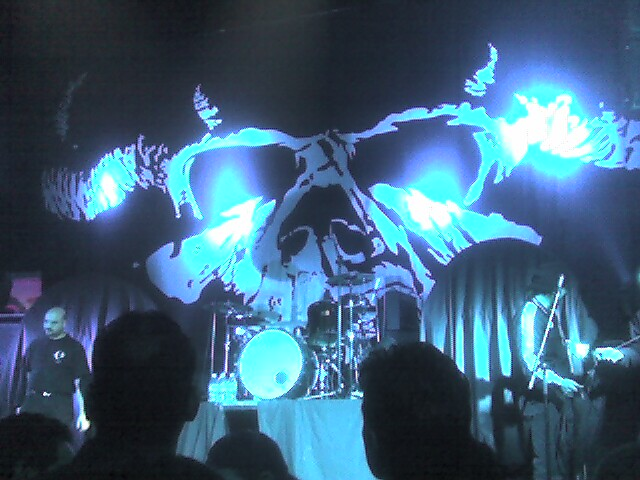
La scène lors d'un concert de Danzig.

Après la fin des Misfits, Glenn Danzig est concentré sur son nouveau groupe, Samhain, une forme des Misfits plus sombre et plus expérimental, avec un plus grand accent sur la création d'une atmosphère sombre et des mélodies moins pop, loin du bruit du punk qui a commencé à lui sembler ennuyeux. À l'époque, Only se consacre à sa famille et à sa fille, Kathy. Il devient plus sérieux dans sa foi et regrette de choses dans le passé avec les Misfits . Il voit la popularité croissante de Danzig avec Samhain, un groupe qu'il considère comme satanique . En 1987, Only décide de créer un nouveau line-up, qui devait opposer le «chemin noir» choisi par Danzig. Avec Doyle, Only (qui a depuis changé son nom de scène avec  "Mo the Great") commence à écrire des chansons pour le nouveau groupe de metal chrétien Kryst the Conqueror, qui comprend le chanteur Jeff Scott Soto. Ils créent alors le Doyle Fan Club pour aider à répandre les nouvelles de la création du nouveau groupe. Malgré les efforts de Only, Kryst the Conquérant ne parviennent pas à gagner en popularité. Même s'ils sortent un EP en édition limitée, le groupe ne joue jamais en concert.
Toujours en 1987, Samhain, après une tournée épuisante et ayant sorti deux albums et un EP, signent un contrat avec un label important et changent le nom pour Danzig. Bien que les Misfits était restés inaperçus durant sept ans, à la fin de années 1980, ils deviennent les idoles du monde de la musique underground, grâce au bouche à oreille, notamment grâce à l'admiration du public de Metallica pour le groupe, et le succès grandissant de Danzig avec Samhain. La discographie des Misfits est réimprimée et fut un grand succès. Au cours de cette période, Only contacte Danzig pour diviser les droits d'auteur des Misfits, outre les droits du nom et image des Misfits, pour être reconnu d'avoir écrit la plupart des premières chansons du groupe. Ce fut le début d'une bataille juridique qui a duré pendant des années.  Only admet que Danzig avait écrit presque tous les morceaux et la plupart de la musique, mais cherche à faire reconnaître que lui et Doyle ont composé entre 25 % et 30 % de la musique et puis une partie des gains de Glen Danzig comme présumé auteur des textes seulement et des mélodies.
À la fin de 1988, Danzig publie son album homonyme au nouveau label du célèbre producteur Rick Rubin, Def American. Sept ans plus tard, en 1994, Danzig se popularise grâce au clip de la première chanson Mother, devenue un hit sur MTV, attirant des milliers de nouveaux fans qui explorerontt la discographie passée de Glenn Danzig.
Au cours des dernières années, de nombreux anciens groupes de punk commencent à intégrer le groupe, faire de grands gains[Quoi ?]. Entre 1994 et 1995, Jerry Only et Doyle contactent Danzig pour réunir les Misfits, au point même d'entrer dans sa chambre d'hôtel après un concert dans le New Jersey. Lors d'entrevues, Only explique, en plaisantant, qu'il a été escorté par son frère en toute sécurité hors de la propriété, après que Danzig ait refusé leur offre. Only décide de vendre les droits de ses textes ; cependant, il tente un règlement à l'amiable qui lui permettrait d'utiliser le nom et les images des Misfits. Le 1er janvier 1995, Only et Danzig s'accordent finalement, grâce à cet accord ne gagne que le droit d'enregistrer et de jouer avec le nom Misfits, dividende mais les droits de merchandising avec Danzig[Quoi ?].

### Retour et nouvelle formation (1995–2000)

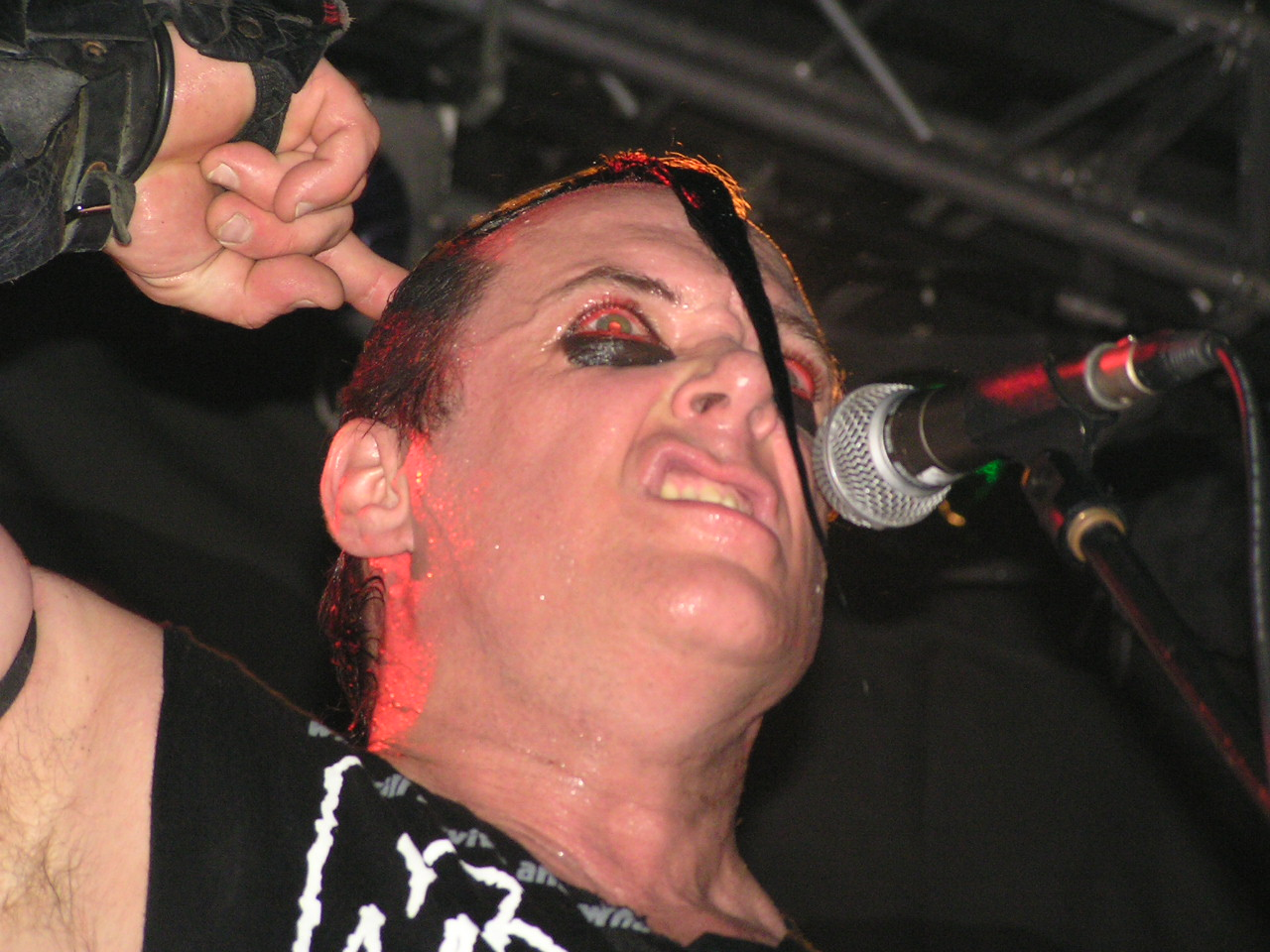
Jerry Only en concert.

Only et Doyle, après avoir acheté les droits des Misfits et leur imagerie, reforment le groupe en 1995, avec Dr. C.H.U.D. à la batterie, le batteur de Kryst the Conqueror. Après le refus de Danzig de revenir dans le groupe, commence une série de castings pour trouver le nouveau chanteur (Jerry a également contacté Dave Vanian qui a cependant décliné l'offre). Michael Emmanuel (The Boogeyman), dix-neuf ans originaire du New Jersey, impressionne le groupe, intègre le groupe avec le nom de Michale Graves.
Le nouveau groupe sort son premier album American Psycho en 1997. Le disque est accueilli favorablement et introduit une nouvelle génération de fans aux Misfits. Néanmoins, la plupart des fans de la première heure ont du mal à accepter l'existence renouvelée du groupe sans son fondateur et compositeur, Glenn Danzig, qui habituellement refuse de reconnaître l'existence de la nouvelle formation, qui rend les tons désobligeantes. Les critiques soulignent également l'attention de l'image plus "dessin animé" du nouveau groupe et la volonté apparente de Jerry Only plus accessibles aux familles du groupe et de s'abstenir d'utiliser la vulgarité dans les chansons. Malgré ces accusations, sépultures et les mêmes jouant les chansons classiques en live de Misfits, avec les paroles explicites. Bien que certains puristes se réfèrent à cette formation comme les Misfits '95, certains détracteurs surnomment même le groupe comme "Les Newfits", Misfits et The Jerry Only Band. Cependant, les deux formations des Misfits sont généralement divisées en Danzig-era et Only-era. 
En mai 1998, Michale Graves prend une pause du groupe. The Misfits sont ensuite brièvement dirigé par Myke Hideous, le chanteur de goth/death rock Empire Hideous, sur leur première tournée en Amérique du Sud et l'Europe. En octobre 1999, les Misfits sortent Famous Monsters, un album qui mélange punk, metal et doo-wop, la création sonore qui allait plus tard caractérisé l'après-Danzig.  Ils partent en tournée en octobre et novembre de la même année avec Gwar pour faire connaître le disque, ils jouent aussi au Madison Square Garden.
Les choses continuent de s'améliorer en janvier 2000, alors qu'ils apparaissent pour la première fois à la télévision nationale américaine, dans l'émission The X Afficher sur FX, durant laquelle ils discutent avec les organisateurs de l'Ozzfest. Malgré leurs succès en février, les Misfits annoncent soudainement l'annulation de toutes les dates de tournées à suivre. Le 14 février 2000, une annonce est postée sur un site-fan des Misfits, celle de Dr. CHUD qui révélant le départ de Graves et Doyle. Des rumeurs circuleront selon lesquelles le groupe se serait séparé à cause de conflits financiers. Jerry Only publie un communiqué sur le site des Misfits en février et mars accusant Vampiro, fan du groupe et membre de la WCW, de vouloir prendre le contrôle des Misfits et en faire un produit pour la WCW. Jerry Only dément la séparation des Misfits et nie le départ de Doyle. Le groupe décide de se reformer en avril, mais pas avant leur apparition à l'Ozzfest.
En 2001, les Misfits publient Cuts from the Crypt. Le groupe recrute deux vétérans du punk (Dez Cadena des Black Flag et Marky Ramone des Ramones, remplacé à l'occasion par ROBO, et entame une tournée spéciale vingt-cinq ans appelée M25 (au nom de laquelle le M représente la Misfis et le quart de siècle de groupe d'âge[Quoi ?]). Après quelques dates, Doyle prend une pause pour une durée indéterminée, terminant la deuxième était la formation.

### 25eanniversaire(2001–2008)

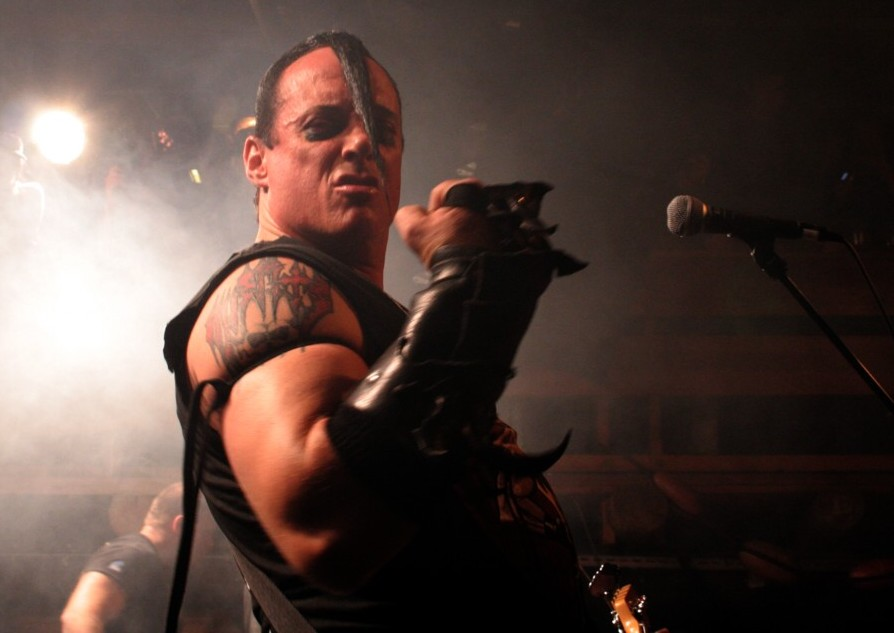
Only en concert en 2006.

Libérés du contrat qui les liaient à Roadrunner Records (label du groupe Universal), Only et son ami John Cafiero fondent le label Misfits Records auquel ils publient deux premiers albums : le premier est un album d'un groupe d'horror punk japonais fortement influencé par les Misfits et Samhain, Balzac, et le deuxième est un album des Misfits contenant dix reprises des classique du rock 'n' roll des années 1950, intitulé Project 1950. L'album fait non seulement participer Only, Cadena et Ramone, mais aussi le chanteur pop Ronnie Spector, le claviériste Jimmy Destri, et John Cafiero aux chœurs. Pendant ce temps, Michale Graves et Dr. Chud forment leur groupe, Graves qui produit un premier album en 2001 (Web of Dharma). Par la suite, jusqu'en 2003, Michale Graves chante avec Gotham Road produit un autre album (Season of the Witch) et Dr. Chud essaye de se lancer dans une carrière solo puis forme le groupe Dr. Chud's X-Ward. En 2005, Michale Graves se joue à nouveau avec le groupe qu'il a créé avec le nom de Graves. Il y enregistre deux albums : Punk Rock is Dead (2005) et Return to Earth (2006).
En décembre 2004, Danzig joue une demi-heure de concert des classiques des Misfits. Doyle joue de la guitare en concert accompagnant Glenn. Il s'agit de la première fois que les deux reviennent ensemble sur scène après plus de vingt ans. Ce fut aussi la première représentation publique de Doyle depuis sa pause. Ces concerts contribueront à répandre la rumeur d'une éventuelle réunification de la formation classique des Misfits avec Jerry, Doyle et Glenn. Danzig niera toujours ces rumeurs.
Glenn et Doyle poursuivent leurs apparitions scéniques en 2005, et participent à la tournée Blackest of the Black, et soutiennent Danzig en 2006 pendant leur tournée australienne. Concernant ces tournées, Glenn dément un éventuel retour des Misfits. Il déclare également que cela serait sa dernière tournée, annonçant son intention de se retirer.

### 30eanniversaire(2009–2015)

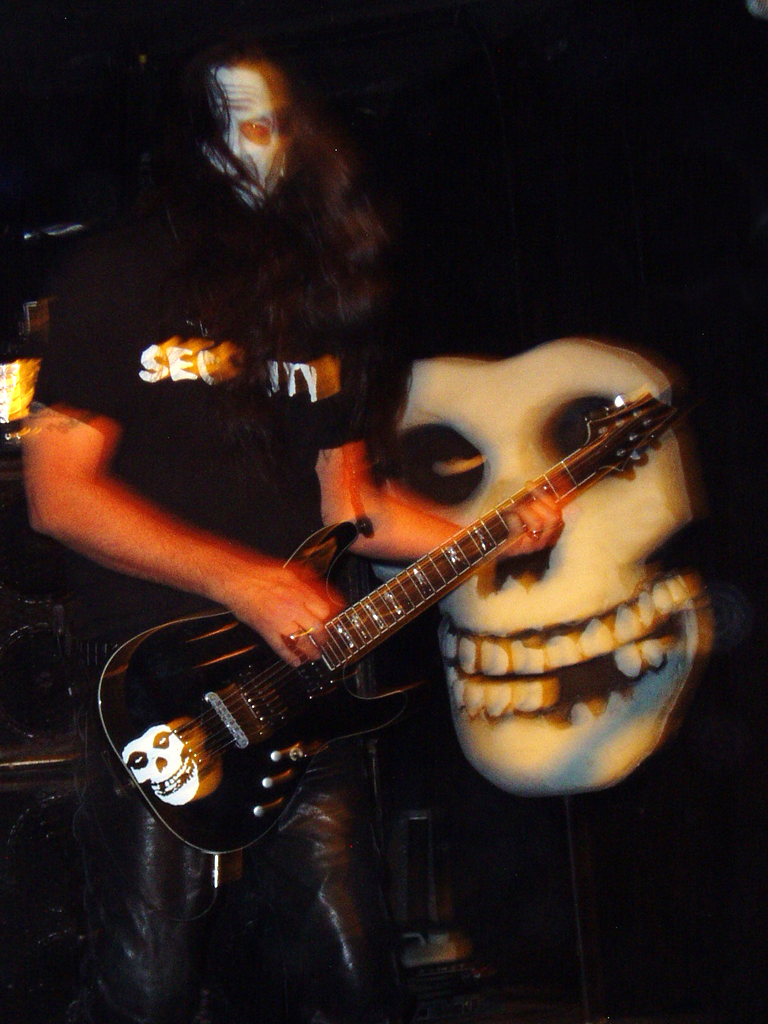
Dez Cadena avec les Misfits en 2007.

Les Misfits jouent pendant trois semaines au Royaume-Uni et en Irlande entre septembre et octobre 2007 pour célébrer leur trentième anniversaire. Parmi les invités spéciaux dans la plupart des concerts sont The Briefs. Dans certains spectacles, les Misfits a été rejoint par Jamie Delerict le chanteur du groupe irlandais de The Dangerfields, chantant I Turned Into a Martian. En trente ans, les Misfits jouent leur premier concert à Bologne ; à ce moment, le groupe se compose de Jerry Only à la basse et au chant, Dez Cadena à la guitare, et Robo à la batterie. Le concert est organisé le 13 septembre 2007 aux côtés de UK Subs, un célèbre groupe du punk britannique.
Le 25 juin, les Misfits annoncent de nouvelles dates de tournée, confirmant une pour l'automne aux États-Unis.
Tandis que les Misfits se consacrent presque exclusivement aux concerts, Marky Ramone annonce que leur tournée prendra fin en 2004 et qu'il s'agira de la dernière du groupe, sa place était alors occupée à nouveau par Roberto Valverde (ROBO). Le 31 octobre 2009, un nouveau single, Land of the Dead, est d'abord sorti après 2003. Le single contient deux pistes, Land of the Dead et Twilight of the Dead, qui s'inspirent des films de George Romero. Le 4 octobre 2011, le groupe sort un nouvel album, intitulé The Devil's Rain. Cet album, sorti chez Misfits Records, est le premier du groupe depuis 1999, l'année de sortie de Famous Monsters. Le 5 février 2013, un album live intitulé Dead Alive! est publié sur Misfits Records.

### Retour de la formation originale (depuis 2016)
Le 12 mai 2016, un retour est annoncé sur les profils Facebook des Misfits, Danzig, et Doyle, sous le nom Original Misfits avec le slogan « Ils avaient dit que ça n'arriverait jamais... ». Le retour comprend les membres originaux Danzig, Only et Doyle, et l'ancien batteur de Slayer Dave Lombardo. Le groupe devrait se produire pour au moins deux concerts au Riot Fest de Chicago et Denver en septembre 2016.

## Héritage

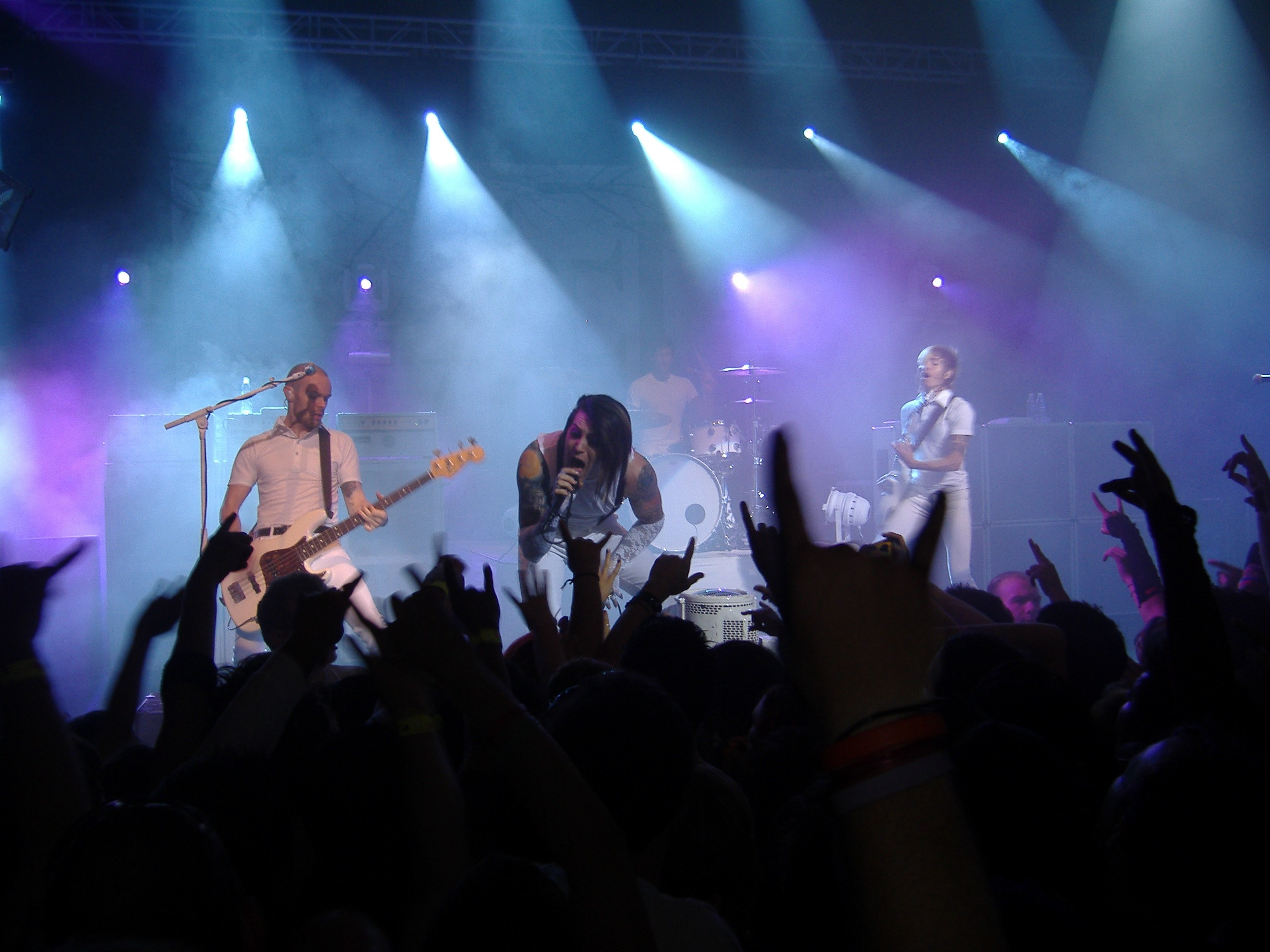
AFI, l'un des groupes fortement influencé par les Misfits.

L'influence que les Misfits ont laissée au punk rock, à la musique et au rock en général semble souvent disproportionnée par rapport à la publicité et à l'attention qu'ils ont reçu de la part des critiques. Beaucoup de groupes qui ont émergé au cours des dernières années, un peu plus subtilement que d'autres, sont encore fortement influencées par les Misfits. Ces groupes comprennent des groupes célèbres tels que AFI, NOFX, les Strung Out, Tiger Army, Alkaline Trio, The Horrors, les Murderdolls, Marilyn Manson, Rob Zombie, Avenged Sevenfold, Wednesday 13, 2 Minutos. Parmi les groupes qui ont adopté le style de la Misfits, on peut citer Balzac, Blitzkid, Calabrese, American Werewolves et HSD, les groupes qui allait plus tard être classés comme horror punk. Même le psychobilly a plusieurs similitudes avec horror punk.
Beaucoup de groupes de punk hardcore, punk rock et rock alternatif de New Jersey, tels que My Chemical Romance Monster Squad et The Banner, citent le groupe de Lodi parmi les plus grandes influences.
Même des groupes qui semblent assez éloignés de leur style citent The Misfits comme leur principale influence, tels que Metallica, et plus particulièrement Cliff Burton, Jeff Hanneman de Slayer, de Cradle of Filth à Slipknot. Les Red Hot Chili Peppers, dans le clip pour Dani California en 2006, sont habillés et maquillés comme les Misfits. (en plus d'imiter d'autres artistes comme Elvis Presley, Sex Pistols, Mötley Crüe et Nirvana), pour rendre un hommage à ce groupe qu'ils admirent beaucoup.

## Crimson Ghost

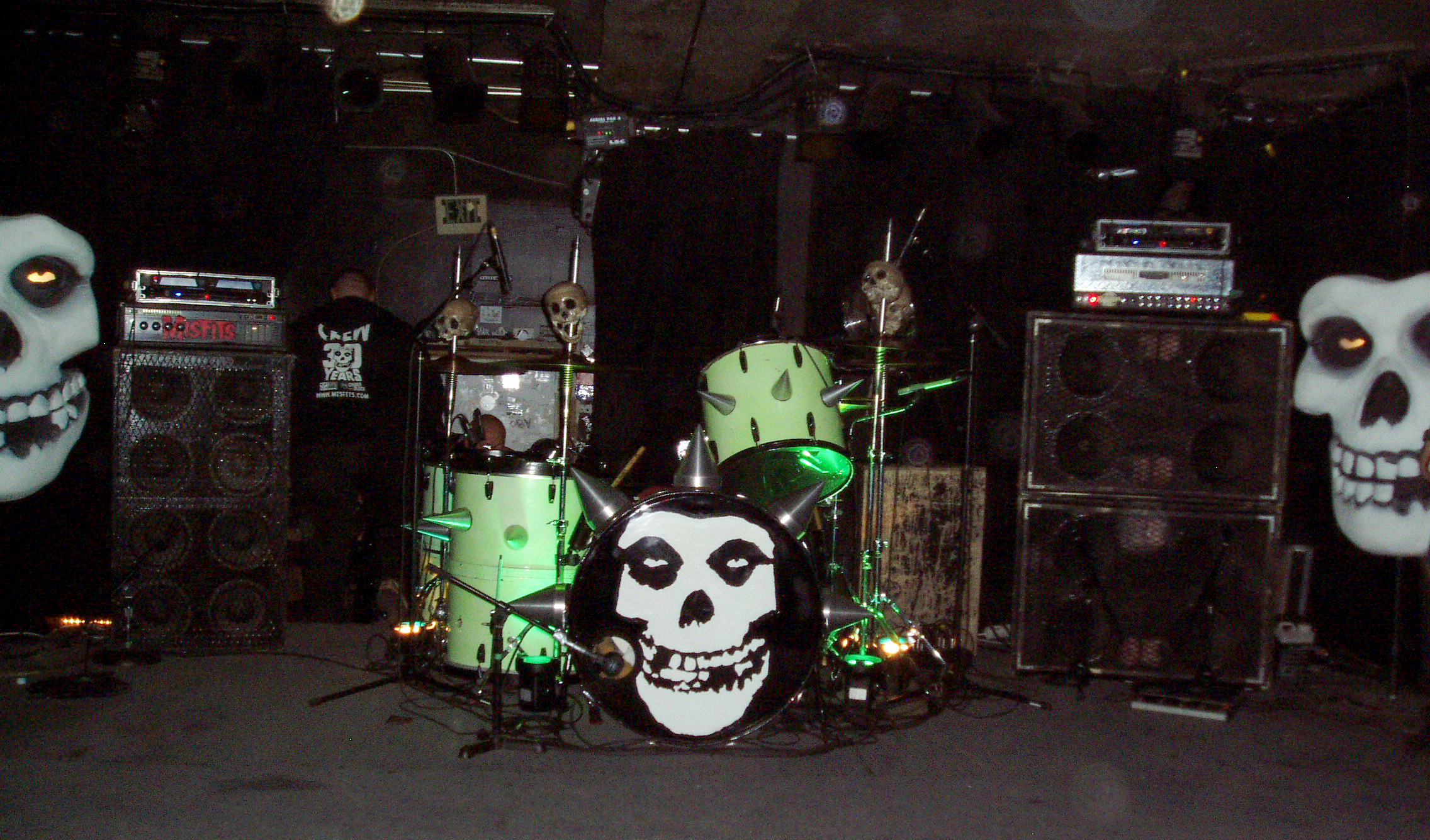
La scène pour un concert des Misfits, avec le Crimson Ghost.

Le Crimson-Esprit est la mascotte des Misfits. Tiré du film à suspense homonyme par Fred Brannon (1946), est souvent représentée (dans les clips vidéo, des photos et des affiches ) comme une créature enveloppée dans un manteau écarlate dont seul le visage est visible à partir de la forme d'un crâne. C'était stylisée dans le temps, en prenant le nom de The Fiend et évolué pour devenir un symbole du mouvement horror punk et gothique
Quelques apparitions du Crimson Ghost peut être vu dans le clip Rockstar de Nickelback et dans le film Transformers. Cliff Burton, bassiste de Metallica avait tatoué sur son bras droit le logo du groupe. En concerts, les membres de Metallica portaient souvent des tee-shirt du groupe.

## Discographie

### Albums studio
- 1978 : Static Age
- 1982 : Walk Among Us
- 1983 : Earth A.D.
- 1997 : American Psycho
- 1999 : Famous Monsters
- 2001 : 12 Hits from Hell
- 2003 : Project 1950
- 2011 : The Devil's Rain

### Albums live
- 1982 : Evilive
- 1998 : Evilive II
- 2013 : DEA.D. Alive

### EP
- 1978 : Bullet
- 1979 : Horror Business
- 1979 : Night of the Living Dead
- 1980 : Beware
- 1981 : 3 Hits from Hell
- 1984 : Die, Die My Darling
- 2009 : Land of the Dead

### Singles
- 1977 : Cough/Cool
- 1978 : Teenagers from Mars
- 1981 : Halloween
- 1981 : Who Killed Marilyn?
- 1997 : Dig Up Her Bones
- 1998 : I Wanna Be a NY Ranger
- 1999 : Scream!
- 1999 : Monster Mash
- 2002 : The Day the Earth Caught Fire
- 2006 : Psycho in the Wax Museum
- 2009 : Land of the Dead

### Compilations
- 1985 : Legacy of Brutality
- 1986 : Collection I
- 1995 : Collection II
- 1997 : The Misfits Box Set

### Collection
- 1999 : Cuts from the Crypt

### Distinctions
| Année | Album               | Charts | Billboard 200 | Top Independent Albums |
| ----- | ------------------- | ------ | ------------- | ---------------------- |
| 1995  | Collection II       | 33     |               |                        |
| 1996  | Box Set             | 36     |               |                        |
| 1997  | American Psycho     | 3      | 117           |                        |
| 1999  | Famous Monsters     | 2      | 138           |                        |
| 2001  | Cuts from the Crypt | 12     |               |                        |
| 2003  | Project 1950        | 2      |               | 5                      |

## Vidéographie
- 1983 : Braineaters (VHS)
- 1997 : Dig Up Her Bones (VHS)
- 1998 : Abominable Dr. Phibes/American Psycho (VHS)
- 1998 : American Psycho Videos (VHS)
- 1998 : Monster Mash (vidéo Internet)
- 1999 : Scream!

## Filmographie
- 1995 : Animal Room
- 2000 : Big Money Hustlas
- 2000 : Bruiser - La vendetta non ha volto
- 2001 : Campfire Stories

## Membres

### Membres actuels
- Glenn Danzig - chant (1977-1983, depuis 2016)
- Jerry Only – basse, chœurs (1977-1983, depuis 1995), chant (2001–2016)
- Doyle Wolfgang von Frankenstein - guitare (1980-1983, 1995-2001, depuis 2016)
- Dave Lombardo – batterie (depuis 2016)[86]

### Anciens membres
- Manny Martinez – batterie (1977) (†)
- Franché Coma – guitare (1977–1978, invité en 2006)
- Mr. Jim – batterie (1978)
- Joey Image – batterie (1978–1979, invité en 2000) (†)
- Bobby Steele – guitare, chœurs (1978–1980)
- Arthur Googy – batterie (1980–1982)
- Robo – batterie (1982–1983, 2001, 2002, 2005–2010)
- Dr. Chud – batterie, chœurs (1995–2000)
- Michale Graves – chant (1995–2000, invité en 2001)
- Marky Ramone – batterie (2001–2005, invité en 1997, 1998)
- Dez Cadena – guitare, chant (2001–2015)
- Eric « Chupacabra » Arce - batterie (2010-2016, invité en 2000, 2001)
- Jerry « Jerry Other » Caiafa II - guitare, chœurs (2014-2016)

### Membres de tournée
- Rick Reilly – guitare (1978)
- Todd Swalla – batterie (1982, 1983)
- Brian Damage – batterie (1983) (décédé en 2010)
- Myke Hideous – chant (1998)
- Zoltán Téglás – chant (2000)
- Ken « Renfield » Schalk – batterie (2000)
- Matt Cross – batterie (2000)
- Art Sullivan – guitare (2001)
- Marc Rizzo – guitare (2015)
- Acey Slade – guitare (depuis 2016)